# Liga Femenina de Baloncesto 2018-2019
Il campionato spagnolo di pallacanestro femminile 2018-2019 (Liga Dia per motivi di sponsorizzazione) è stato il 56º.
Lo Spar CityLift Girona ha vinto il campionato per la seconda volta, sconfiggendo nella finale play-off il Perfumerías Avenida per 2-0.

## Regolamento
Le squadre classificate dal primo all'ottavo posto al termine della regular season si qualificano ai play-off per l'assegnazione del titolo di campione di Spagna.
Le squadre classificate al tredicesimo e quattordicesimo posto retrocedono in Liga Femenina 2.

## Squadre partecipanti
Nella stagione precedente è retrocessa in LF2 il Promete Logroño e l'Estudiantes. Il loro posto è stato preso dal Valencia BC e dall'Ensino promosse dalla LF2.
| Squadra              | Allenatore                                     | Campo di gioco                                         | Risultato stagione 2017-18 |
| -------------------- | ---------------------------------------------- | ------------------------------------------------------ | -------------------------- |
| Avenida              | Miguel Ángel Ortega                            | Pabellón de Würzburg di Salamanca                      | 1º posto in LF             |
| Uni Girona           | Eric Surís                                     | Pabellón Municipal Girona-Fontajau di Gerona           | 2º posto in LF             |
| CDB Saragozza        | Fabian Tellez                                  | Pabellón Eduardo Lastrada di Saragozza                 | 3º posto in LF             |
| Universitario Ferrol | Carles Martínez (1ª-5ª) Alejandra Prieto (6ª-) | Pabellón Municipal de Esteiro di Ferrol                | 4º posto in LF             |
| Gernika Bizkaia      | Mario López                                    | Pol. Maloste di Guernica                               | 5º posto in LF             |
| Ibaeta               | Aranzazu Muguruza                              | Polideportivo José Antonio Gasca di San Sebastián      | 6º posto in LF             |
| Sedis Seu d'Urgell   | Bernat Canut                                   | Palau d'Esports di La Seu d'Urgell                     | 7º posto in LF             |
| Sant Adrià           | Glòria Estopà Calvet                           | Pabellón Municipal Marina Besòs di Sant Adrià de Besòs | 8º posto in LF             |
| Al-Qázeres           | Angel Fernandez Julia                          | Juan Serrano Macayo di Cáceres                         | 9º posto in LF             |
| Araski Vitoria       | Madelén Urieta                                 | Polideportivo Mendizorrotza di Vitoria                 | 10º posto in LF            |
| Bembibre             | Pepe Vázquez                                   | Bembibre Arena di Bembibre                             | 11º posto in LF            |
| Zamarat              | Fran Garcia                                    | Polideportivo Municipal Ángel Nieto di Zamora          | 12º posto in LF            |
| Valencia B.C.        | Rubén Burgos López                             | Pavelló Municipal Font de San Lluís di Valencia        | 1º posto in LF2            |
| Ensino Lugo C.B.     | Juan Necega                                    | Pazo Provincial Dos Desportes di Lugo                  | 2º posto in LF2            |

## Stagione regolare

### Classifica
|  | Pos. | Squadra                       | Pt. | G  | V  | P  | PtF  | PtS  | Dif. | CD  | Qualif.     |
|  | ---- | ----------------------------- | --- | -- | -- | -- | ---- | ---- | ---- | --- | ----------- |
|  | 1.   | Perfumerías Avenida           | 51  | 26 | 25 | 1  | 1945 | 1393 | +552 |     | ai play-off |
|  | 2.   | Spar CityLift Girona          | 48  | 26 | 22 | 4  | 1971 | 1520 | +451 |     | ai play-off |
|  | 3.   | Cadí La Seu                   | 45  | 26 | 19 | 7  | 1839 | 1641 | +198 |     | ai play-off |
|  | 4.   | Lointek Gernika Bizkaia       | 44  | 26 | 18 | 8  | 1845 | 1719 | +126 | 2-0 | ai play-off |
|  | 5.   | Valencia BC                   | 44  | 26 | 18 | 8  | 1766 | 1611 | +155 | 0-2 | ai play-off |
|  | 6.   | IDK Gipuzkoa                  | 41  | 26 | 15 | 11 | 1639 | 1610 | +29  |     | ai play-off |
|  | 7.   | RPK Araski                    | 36  | 26 | 10 | 16 | 1608 | 1761 | -153 | +2  | ai play-off |
|  | 8.   | Mann-Filter                   | 36  | 26 | 10 | 16 | 1565 | 1724 | -159 | -2  | ai play-off |
|  | 9.   | Embutidos Pajariel Bembibre   | 35  | 26 | 9  | 17 | 1538 | 1720 | -182 | 3-1 |             |
|  | 10.  | Durán Maquinaria Ensino       | 35  | 26 | 9  | 17 | 1731 | 1833 | -102 | 2-2 |             |
|  | 11.  | Nissan Al-Qázeres Extremadura | 35  | 26 | 9  | 17 | 1724 | 1854 | -130 | 1-3 |             |
|  | 12.  | Quesos El Pastor              | 34  | 26 | 8  | 18 | 1648 | 1834 | -186 |     |             |
|  | 13.  | Snatt's Femeni Sant Adriá     | 33  | 26 | 7  | 19 | 1658 | 1853 | -195 |     |             |
|  | 14.  | Baxi Ferrol                   | 29  | 26 | 3  | 23 | 1517 | 1921 | -404 |     |             |

Legenda:
       Campione di Spagna.
      Ammessa ai play-off.
      Retrocessa in LF2.
  Vincitrice della Coppa de le Reina 2019
  Vincitrice della Supercoppa
Note:
Due punti a vittoria, uno a sconfitta.

### Risultati
|                      | ASE   | ARA   | BZA   | AQA   | AVE   | BEM   | IBA   | ZAM   | ENS   | GBZ   | GIR   | SAD   | UFE   | VAL   |
| -------------------- | ----- | ----- | ----- | ----- | ----- | ----- | ----- | ----- | ----- | ----- | ----- | ----- | ----- | ----- |
| AE Sedis             |       | 78-53 | 90-56 | 77-56 | 53-82 | 79-55 | 77-57 | 70-57 | 82-71 | 82-62 | 86-81 | 82-69 | 79-55 | 72-63 |
| Araski AES           | 55-69 |       | 68-52 | 71-73 | 64-87 | 59-53 | 50-60 | 66-58 | 66-65 | 71-48 | 56-84 | 68-67 | 68-53 | 59-79 |
| Basket Zaragoza      | 58-56 | 70-56 |       | 54-72 | 52-73 | 60-45 | 67-53 | 64-50 | 61-67 | 58-63 | 60-82 | 69-57 | 75-64 | 59-68 |
| CB Al-Qazeres        | 61-74 | 71-65 | 67-63 |       | 42-73 | 64-71 | 62-64 | 68-71 | 55-67 | 60-70 | 62-74 | 89-57 | 86-64 | 69-83 |
| CB Avenida           | 71-48 | 81-44 | 77-60 | 79-52 |       | 58-43 | 58-54 | 72-50 | 84-48 | 78-71 | 80-53 | 79-54 | 96-36 | 69-59 |
| CP Bembibre          | 56-63 | 67-63 | 59-66 | 58-64 | 52-71 |       | 58-60 | 53-75 | 77-61 | 71-62 | 41-89 | 51-56 | 79-68 | 52-58 |
| CD Ibaeta            | 66-57 | 64-50 | 60-51 | 57-60 | 42-69 | 59-63 |       | 62-55 | 81-54 | 65-64 | 60-74 | 74-54 | 50-56 | 62-65 |
| CD Zamarat           | 85-96 | 64-69 | 71-65 | 80-87 | 49-92 | 78-74 | 78-72 |       | 59-77 | 40-73 | 61-67 | 90-73 | 74-61 | 59-66 |
| Ensino Lugo          | 78-69 | 72-74 | 55-70 | 94-76 | 59-67 | 61-62 | 66-69 | 73-71 |       | 65-77 | 65-82 | 82-65 | 83-65 | 52-57 |
| Gernika Bizkaia      | 56-51 | 77-70 | 73-57 | 79-71 | 72-88 | 80-60 | 70-82 | 75-49 | 80-74 |       | 68-73 | 76-71 | 80-74 | 69-66 |
| Girona Basket        | 71-56 | 67-58 | 84-34 | 73-60 | 79-53 | 72-51 | 64-67 | 81-51 | 72-49 | 66-72 |       | 89-52 | 60-43 | 71-61 |
| Sant Adrià           | 50-59 | 78-64 | 67-52 | 95-69 | 60-63 | 65-68 | 60-73 | 53-65 | 70-60 | 42-77 | 71-85 |       | 68-64 | 64-67 |
| Universitario Ferrol | 51-66 | 51-58 | 58-70 | 75-68 | 40-76 | 64-70 | 55-67 | 62-61 | 70-77 | 71-81 | 42-96 | 66-80 |       | 46-75 |
| Valencia Basket      | 66-68 | 73-63 | 89-62 | 66-60 | 57-69 | 65-49 | 73-59 | 63-47 | 72-56 | 64-70 | 61-82 | 72-60 | 78-63 |       |

## Play-off
|  | Quarti di finale | Quarti di finale     | Quarti di finale |                      |                         | Semifinali           | Semifinali | Semifinali |  |  | Finale | Finale              | Finale |
|  |                  |                      |                  |                      |                         |                      |            |            |  |  |        |                     |        |
|  | 1                | Perfumerías Avenida  | 2                |                      |                         |                      |            |            |  |  |        |                     |        |
|  | 8                | Mann-Filter          | 0                |                      |                         |                      |            |            |  |  |        |                     |        |
|  | 8                | Mann-Filter          | 0                |                      | 1                       | Perfumerías Avenida  | 2          |            |  |  |        |                     |        |
|  |                  |                      |                  |                      | 1                       | Perfumerías Avenida  | 2          |            |  |  |        |                     |        |
|  |                  | 5                    | Valencia Basket  | 0                    |                         |                      |            |            |  |  |        |                     |        |
|  | 4                | 5                    | Valencia Basket  | 0                    | Lointek Gernika Bizkaia | 1                    |            |            |  |  |        |                     |        |
|  | 4                |                      |                  |                      | Lointek Gernika Bizkaia | 1                    |            |            |  |  |        |                     |        |
|  | 5                | Valencia Basket      | 2                |                      |                         |                      |            |            |  |  |        |                     |        |
|  |                  |                      |                  |                      |                         |                      |            |            |  |  | 1      | Perfumerías Avenida | 0      |
|  |                  |                      | 2                | Spar CityLift Girona | 2                       |                      |            |            |  |  |        |                     |        |
|  | 2                | Spar CityLift Girona | 2                |                      |                         |                      |            |            |  |  |        |                     |        |
|  | 7                | RPK Araski           | 0                |                      |                         |                      |            |            |  |  |        |                     |        |
|  | 7                | RPK Araski           | 0                |                      | 2                       | Spar CityLift Girona | 2          |            |  |  |        |                     |        |
|  |                  |                      |                  |                      | 2                       | Spar CityLift Girona | 2          |            |  |  |        |                     |        |
|  |                  | 3                    | Cadí La Seu      | 0                    |                         |                      |            |            |  |  |        |                     |        |
|  | 3                | 3                    | Cadí La Seu      | 0                    | Cadí La Seu             | 2                    |            |            |  |  |        |                     |        |
|  | 3                |                      |                  |                      | Cadí La Seu             | 2                    |            |            |  |  |        |                     |        |
|  | 6                | IDK Gipuzkoa         | 1                |                      |                         |                      |            |            |  |  |        |                     |        |

### Quarti di finale
Gare disputate l'andata il 10 aprile, il ritorno il 14 aprile e l'eventuale spareggio il 17 aprile (Lointek Gernika Bizkaia/Valencia Basket e Cadí La Seu/IDK Gipuzkoa).
| Squadra 1               | Totale | Squadra 2       | Gara 1  | Gara 2  | Gara 3  |
| ----------------------- | ------ | --------------- | ------- | ------- | ------- |
| Perfumerías Avenida     | 2 - 0  | Mann-Filter     | 77 - 51 | 79 - 56 | -       |
| Lointek Gernika Bizkaia | 1 - 2  | Valencia Basket | 69 - 76 | 66 - 54 | 49 - 75 |
| Spar CityLift Girona    | 2 - 0  | RPK Araski      | 69 - 59 | 68 - 41 | -       |
| Cadí La Seu             | 2 - 1  | IDK Gipuzkoa    | 84 - 73 | 56 - 62 | 80 - 78 |

### Semifinali
Gare disputate l'andata il 21 aprile, il ritorno il 25 aprile.
| Squadra 1            | Totale | Squadra 2       | Gara 1  | Gara 2  | Gara 3 |
| -------------------- | ------ | --------------- | ------- | ------- | ------ |
| Perfumerías Avenida  | 2 - 0  | Valencia Basket | 80 - 57 | 74 - 54 | -      |
| Spar CityLift Girona | 2 - 0  | Cadí La Seu     | 69 - 48 | 74 - 73 | -      |

### Finale
Gare disputate l'andata il 2, il ritorno il 5 maggio.
| Squadra 1           | Totale | Squadra 2            | Gara 1  | Gara 2  | Gara 3 |
| ------------------- | ------ | -------------------- | ------- | ------- | ------ |
| Perfumerías Avenida | 0 - 2  | Spar CityLift Girona | 64 - 70 | 65 - 73 | -      |

## Verdetti
- Campione di Spagna:  Uni Girona
Formazione:[6] (1) Núria Martínez, (3) Laia Palau, (6) Roso Buch, (10) Beatriz Sánchez Marrufo, (14) Eshaya Murphy, (15) Gabby Williams,[7] (16) Helena Oma, (18) Leia Dongue,[8] (22) Vionise Pierre-Louis,[9] (24) Keisha Hampton, (31) Nádia Colhado, (44) Julia Reisingerová. Allenatore: Eric Surís.
- Retrocessa in Liga feminina 2:  Sant Adrià e  Universitario Ferrol.
- Vincitrice Coppa de la Reina:  Avenida
- Vincitrice Supercoppa:  Avenida